# Hinrichshagen (Peenehagen)
Hinrichshagen ist ein Ortsteil der Gemeinde Peenehagen im Landkreis Mecklenburgische Seenplatte in Mecklenburg-Vorpommern (Deutschland). Bis Jahresende 2011 war Hinrichshagen eine eigenständige Gemeinde mit den Ortsteilen Forsthof und Levenstorf.

## Geografie
Hinrichshagen in der Mecklenburgischen Seenplatte liegt zwischen dem Malchiner See und der Müritz. Das waldreiche Gebiet ist Teil des Naturparkes Mecklenburgische Schweiz und Kummerower See. Nahe Levenstorf befindet sich das Barschmoor, ein etwa 30 Hektar großes Naturschutzgebiet. Das Barschmoor ist ein flach überstautes Kesselmoor mit Inseln und Verlandungszonen. Hier haben viele Amphibien und Reptilien ihren Lebensraum, es ist des Weiteren das Brutgebiet von Fischadlern.

## Geschichte

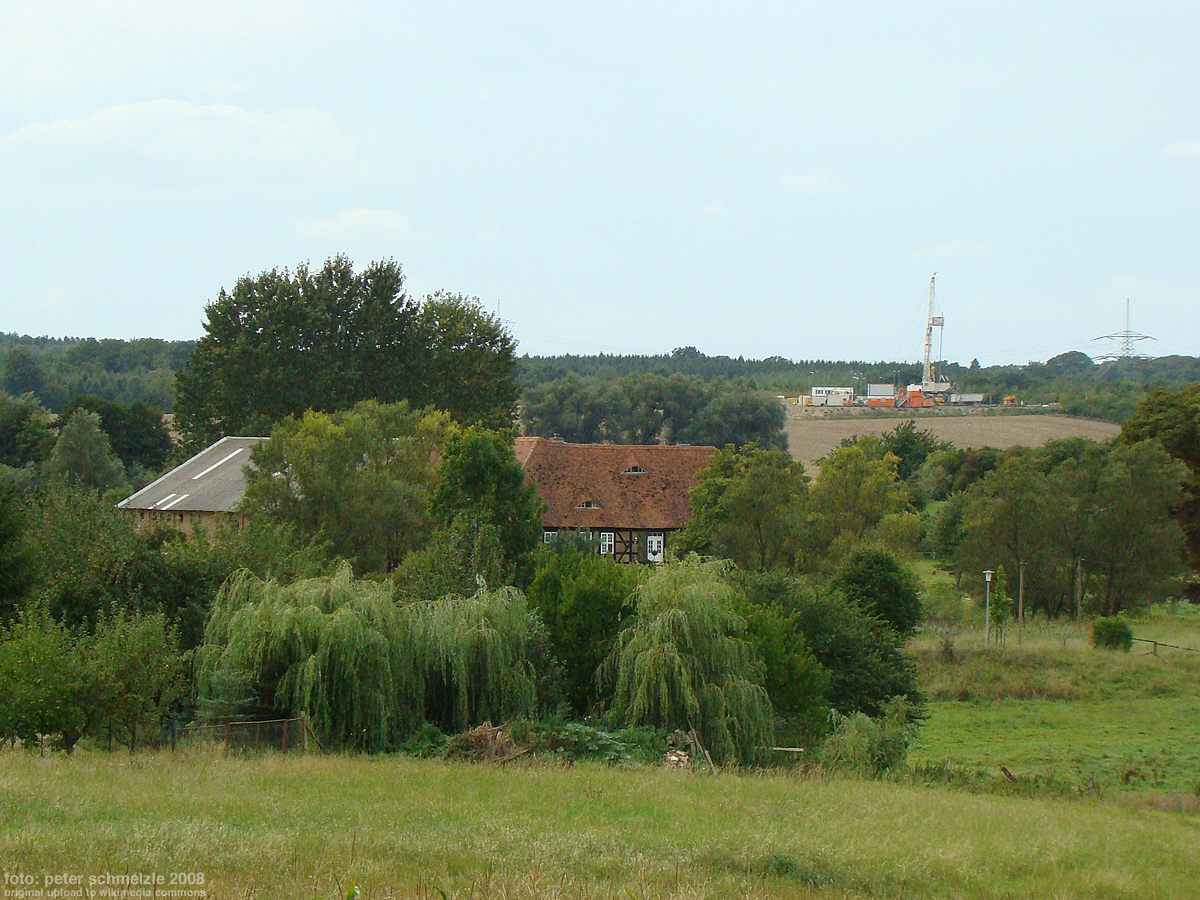
Hinrichshagen mit Gazprom-Probebohrung

Das Gebiet um Hinrichshagen war bereits in der Bronzezeit besiedelt, darauf verweisen zahlreiche Hügelgräber und der Fund eines Schalensteines in der Umgebung.
1311 taucht Hinrichshagen erstmals in einer Urkunde auf, Levenstorf bereits 32 Jahre früher.
2008 führte Gazprom eine Probebohrung für ein Erdgaslager durch. 
Zum 1. Januar 2012 schlossen sich die Gemeinden Hinrichshagen, Groß Gievitz und Lansen-Schönau zur neuen Gemeinde Peenehagen zusammen.

## Wirtschaft und Infrastruktur

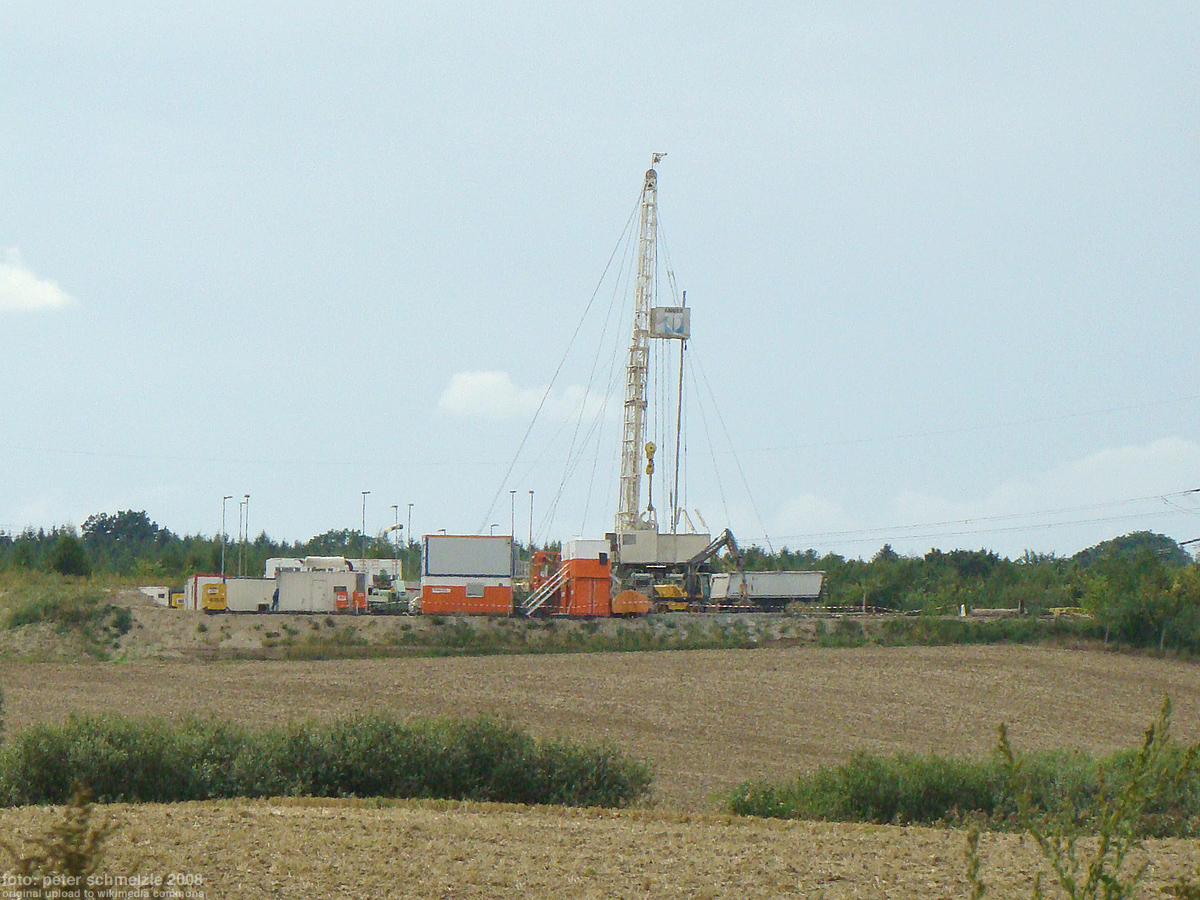
Gazprom-Probebohrung

Land- und Forstwirtschaft prägen bis heute Hinrichshagen. 
Der russische Gaskonzern Gazprom plante bei Hinrichshagen das größte unterirdische Erdgaslager in Europa. Hier sollten fünf Prozent des deutschen Jahresbedarfs an Erdgas in rund 650 Metern Tiefe gelagert werden. Im Sommer 2008 fanden umfangreiche Vermessungen und eine Probebohrung zur Erkundung des geologischen Untergrundes statt. Im Jahr 2010 wurde bekannt, dass der Untergrund sich nicht zur Erdgasspeicherung eignet.
Hinrichshagen liegt etwas abseits der überregionalen Verkehrsverbindungen. Über Schwinkendorf und Moltzow wird die Bundesstraße 108 erreicht, die Stadt Waren (Müritz) über Alt Schönau. Im rund 17 Kilometer entfernten Waren (Müritz) befindet sich der nächste Bahnhof mit Anschlüssen nach Berlin, Rostock und Parchim. Der Bahnhof Levenstorf lag an der 1879 eröffneten Bahnstrecke Waren–Malchin. Der Verkehr dort wurde 1996 eingestellt und die Strecke zwei Jahre später stillgelegt.

## Persönlichkeiten
- Günther Freiherr von Hammerstein-Equord (1877–1965), deutscher Offizier, zuletzt Generalleutnant im Zweiten Weltkrieg
- Max Rudeloff (1857–1929), deutscher Ingenieur, Professor des Materialprüfungswesens und Direktor des Königlichen Materialprüfungsamtes Berlin

## Belege
1. ↑  Statistisches Bundesamt
2. ↑  Gazprom Germania: Speicher Hinrichshagen wird definitiv nicht gebaut. 8. Juli 2010. Abgerufen am 28. September 2016.